# Rudka (district de Brno-Campagne)
Pour les articles homonymes, voir Rudka.
Rudka (en allemand : Rutkau) est une commune du district de Brno-Campagne, dans la région de Moravie-du-Sud, en République tchèque. Sa population s'élevait à 405 habitants en 2020.

## Géographie
Rudka se trouve à 10 km au sud-est de Velká Bíteš, à 21 km à l'ouest-nord-ouest de Brno et à 165 km au sud-est de Prague.
La commune est limitée par Zálesná Zhoř au nord, par Pozořice à l'est, par Domašov à l'est, par Litostrov au sud et par Zbraslav à l'ouest.

## Histoire
La première mention écrite de la localité date de 1330.